# Мурка (песня)
Прибыла в Одессу банда из-за МУРа,

В банде были урки, шулера.

Банда заправляла чёрными делами, 

И за ней следила Губчека.

В банде была баба, звали её Мурка,

Сильная и ловкая была.

Даже злые урки — все боялись Мурки,

Воровскую жизнь она вела.
«Му́рка» — одна из самых известных дворовых песен.

## История
Первый известный вариант песни представляет собой городской «жестокий романс», в тексте которого нет никаких уголовных реалий. Этот вариант, в частности, был опубликован в «Новом песеннике» В. В. Гадалина, изданном в Латвии до Второй мировой войны (где он указан без авторства). На пластинке с текстом, близким к указанному варианту, его автором указан Яков Ядов (автор песни «Бублички»).
В 1920—30-х годах появился известный сегодня «уголовный» вариант песни.

## Исполнители и варианты песни
Под эту мелодию Леонид Утёсов исполнял и записал песню на стихи Василия Лебедева-Кумача «У окошка». В этом варианте (1934 г.) композитор не указан -  "фокстрот, муз. обр. Л. Дидерихса, исп. Л.Утесов и его джаз-оркестр".
Среди исполнителей песни следует отметить Владимира Высоцкого, Константина Сокольского (исходный вариант без «урок» и «малин»), а также таких классиков «русского шансона» (блатной музыки), как Аркадий Северный и Михаил Гулько. Известный австрийский певец Борис Рубашкин записал свой вариант песни. Имеется и вариант т. н. «еврейской „Мурки“», где имя главной героини изменено на Сарру или Хаю. Этот вариант исполнялся Виктором Шульманом, Андреем Макаревичем и Алексеем Козловым, а также группой «Моржи» (Пётр Подгородецкий и Роман Трахтенберг).
Песня «Мурка» в её классическом варианте входит в репертуар Хора Турецкого. Николай Басков спел песню вместе с Хором Турецкого, включив в песню отрывок из оперы «Паяцы». Этот вариант исполнялся и солистом Хора Турецкого Валентином Суходольцем.
Существует перевод песни на иврит, сделанный поэтом Шаулем Резником, и на украинский, сделанный бардом и шансонье Эмилем Крупником. Они же и исполнили эти варианты песни — каждый свой. Перевод трёх куплетов на латынь был выполнен Михаилом Поздневым.
В переводе на польский язык (пол. Murka) песню исполняла Слава Пшибыльская.
В настоящее время существуют более 25 различных вариантов «Мурки».
Также на эту песню существует пародия Валентина Берестова, в которой Мурка — домашняя кошка.
В 1991 году небольшой отрывок песни был использован в песне Григория Лепса из альбома «Гриша Сочинский» «Сочи».
В октябре 2021 года российская певица Мари Краймбрери исполнила песню «Мурка» под саксофоном и клавиши на телепрограмме Леонида Парфёнова «#НМДНИ».

## В кинематографе
- Мелодия песни и её небольшой отрывок использованы в сериале «Место встречи изменить нельзя». Её «по заказу» исполняет на пианино сотрудник МУРа Владимир Шарапов, внедряясь в банду «Чёрная кошка», — чтоб убедить бандитов, якобы он не врёт им, представляясь ресторанным пианистом и «честным фраером».
- Песня и её прототип являются главными в серии «Мурка» российского телевизионного сериала «Господа-товарищи».
- Прототипу Мурки сотруднице НКВД Марии Климовой посвящён телесериал «Мурка».
- Песня исполняется в фильме «Рассказы».
- Отрывок из песни радостно поёт один из бандитов в фильме «Холодное лето пятьдесят третьего…» (Пойди портки смени, Мурка…)
- Отрывок песни исполнял Руслан Сасин (Андрей Холодов) в конце одной из серий сериала «След»[источник не указан 1886 дней].